# Viale Giovanni Amendola
Viale Giovanni Amendola è un viale di Firenze, facente parte dei viali di Circonvallazione.  Il viale collega il ponte a San Niccolò (e quindi il lungarno Pecori Giraldi e il lungarno del Tempio) con piazza Cesare Beccaria. Si innestano sul suo tracciato: via Arnolfo, via Duca degli Abruzzi, via Fra' Giovanni Angelico e via Giotto. 

## Storia
I grandi viali attorno al centro di Firenze, ispirati ai boulevard parigini, furono costruiti da Giuseppe Poggi ai tempi in cui la città era capitale d'Italia (1865-1871). In questa zona il progetto prevedeva il divaricarsi delle due corsie dei viali, in modo da destinare la forca determinatasi (cioè i lotti ora occupati dalla caserma Antonio Baldissera e dall'Archivio di Stato perimetrati da questo viale, dal viale della Giovine Italia e dal lungarno Pecori Giraldi) a un grande parterre verde, con bagni pubblici e stabilimenti sportivi e ricreativi, ospitati in un edificio posto dal lato del lungarno a fare da quinta scenografica al grande spazio a giardino.
In realtà, nel tentativo di risolvere la complessa questione della collocazione di una caserma di cavalleria prossima al centro della città, il comune optò nel 1881 per sacrificare la zona verde a favore dell'insediamento militare, cedendo gratuitamente all'Amministrazione Militare tutta la grande area tra il lungarno e piazza Cesare Beccaria (compreso quindi anche il lotto sul quale attualmente insiste d'Archivio di Stato), e ponendo le basi per la totale saturazione degli spazi come oggi si vede.
Dopo essere stato inizialmente indicato nelle piante con il titolo provvisorio di via del Ponte di Ferro, il viale fu denominato, al pari degli altri viali, a un componente di casa Savoia, il Duca di Genova (il fratello del re Vittorio Emanuele II) e, dopo la caduta del fascismo, fu intitolato allo scrittore e politico Giovanni Amendola.

## Descrizione
Aperto al traffico veicolare con direzione dai lungarni a piazza Cesare Beccaria (rappresenta il primo tratto del circuito dei viali e quindi si pone come centrale nella canalizzazione del traffico di penetrazione e di attraversamento della città), presenta la carreggiata asfaltata con spazi per sosta e parcheggio da ambedue i lati.

### Edifici
| Immagine | N°     | Nome                                                  | Descrizione |
| -------- | ------ | ----------------------------------------------------- | --- |
|          | 2      | Complesso residenziale                                | Il complesso fu realizzato negli anni cinquanta del Novecento (chiusura del cantiere nel 1957) su progetto dell'architetto Giovanni Michelucci, nell'ambito della cui opera rappresenta certo una realizzazione minore, tuttavia in linea con la sua ricerca e il suo pensiero. Collocato alla confluenza del viale Giovanni Amendola con il lungarno del Tempio l'edificio, costituito da due blocchi sfalsati che in corrispondenza della cantonata creano uno spazio a L, si pone in una posizione strategica (per quanto ad alto flusso veicolare), dialogando con il ponte San Niccolò, il lungarno e il sistema dei viali. Gli ingressi sono dal lato del lungarno, tramite una strada interna che immette in una corte dove sono le scale ai vari blocchi. "Anche in questo caso l'edificio, concepito come fulcro nel tessuto urbano, viene interpretato come organismo aperto, ciò che è riscontrabile nel tentativo di sottrarlo alla subordinazione del lotto. Il libero gioco delle scansioni nei prospetti, sottolineato dall'uso dei materiali (pietra forte nel basamento, listelli di cotto rosa per il rivestimento, douglas per gli infissi) riflette la libertà compositiva delle soluzioni interne" (Gobbi). |
|          | s.n.   | Caserma Antonio Baldissera                            | La necessità di una caserma di cavalleria prossima al centro della città fece optare nel 1881 per sacrificare la zona verde a favore dell'insediamento militare, cedendo gratuitamente all'Amministrazione Militare tutta la grande area tra il lungarno e piazza Cesare Beccaria (compreso quindi anche il lotto sul quale attualmente insiste d'Archivio di Stato), e questo sulla base di varie considerazioni che tra l'altro tenevano di conto della parallela restituzione all'Istituto di Studi Superiori degli ambienti già destinati alle Scuderie di San Marco. Il cantiere portò alla realizzazione di un primo edificio che consentì già nel 1897 di ospitare l'8º Reggimento di Cavalleria Montebello. |
|          | 6-8-10 | Edificio                                              | Si tratta di un basso edificio che guarda al viale con un fronte di un unico piano, coronato da un terrazzo balaustrato e segnato nella parte basamentale dalla successione di possenti colonne, di modo che viene da immaginarlo come originario loggiato. All'estrema sinistra sono due finestre bifore in stile neogotico, sovrapposte, la più alta tamponata. L'insieme è da datare tra gli ultimi anni dell'Ottocento e (più probabilmente) i primi decenni del Novecento. Attualmente gli spazi sono occupati da una filiale di Banca Generali. |
|          | 36     | Sede ACI                                              | L'edificio fu commissionato nel 1958 dall'Automobile Club d'Italia a un gruppo di architetti per essere destinato ad albergo e sede dell'Aci stessa. Il progetto, di chiara matrice razionalista, dopo essere stato sottoposto ad alcune varianti richieste sia per ottenere una maggior superficie da destinare ad albergo sia per alcuni vincoli posti dalla Soprintendenza, vide il cantiere nell'aprile 1961. Il risultato fu accolto con grande interesse sia dalla critica sia dalla cittadinanza in genere, che vedeva nell'operazione un primo risultato concreto di una politica di decentramento degli edifici pubblici e di alleggerimento funzionale del centro storico. Per quanto riguarda la qualità architettonica, anche al di fuori dell'ambito locale, l'edificio fu valutato come una delle più significative realizzazioni degli anni cinquanta, ricevendo il premio In/Arch 1962. |
|          | s.n.   | Chiesa di Nostra Signora degli Angeli                 | Fu costruita una chiesa in stile neogotico dedicata alla Vergine, per i monaci camaldolesi, che la ressero fino al 1938 quando passò all'arcidiocesi di Firenze; oggi dipende dalla parrocchia della Sacra Famiglia. All'interno, ad una navata col tetto a capriate, sono state collocate quattro vetrate della ditta Polloni (1998) e altre decorazioni otto e novecentesche. |
|          | s.n.   | Casa della Gioventù Italiana del Littorio (distrutto) | In quest'area, fortemente segnata dal progetto di Giuseppe Poggi legato all'espansione della città negli anni di Firenze Capitale (1865-1871) e alla conseguente creazione dei viali, era la Casa della Gioventù Italiana del Littorio, eretta su progetto dell'architetto Aurelio Cetica nel 1938, e adibita dopo la guerra a vari usi, tra i quali quelli di palestra e cinema (cinema Cristallo). Demolito il precedente edificio tra il 1975 e il 1976 (con una sospensione per la rimozione di un ciclo di pitture murali voluta dalla Soprintendenza), fu costruito al suo posto l'Archivio di Stato. |
|          | s.n.   | Archivio di Stato                                     | La necessità di provvedere a una nuova sede per l'Archivio di Stato già allocato presso la fabbrica degli Uffizi portò alla definizione di un progetto che prevedeva la demolizione del precedente edificio e la realizzazione della nuova fabbrica. Tale progetto fu definito da Italo Gamberini e da un gruppo di architetti da lui diretto. Il complesso fu inaugurato ufficialmente il 4 febbraio 1989. L'edificio, in cemento armato, è interamente rivestito con lastre di pietra artificiale (lastre in cemento caricato con inerti colorati). |

## Lapidi
In angolo con via Giotto una lapide ricorda Eugenio Montale:
| QUI ABITÒ NEL PERIODO DELLE "OCCASIONI" E DI "FINISTERRE" EUGENIO MONTALE PREMIO NOBÉL DI LETTERATURA 1975 E QUI SCRISSE ALTRI VERSI DEGLI ANNI DI GUERRA IL COMUNE DI FIRENZE CHE LO VOLLE CITTADINO ONORARIO E NE CUSTODISCE LE SPOGLIE ACCANTO A QUELLE DELLA MOGLIE DRUSILLA TANZI POSE QUESTA MEMORIA NEL PRIMO ANNIVERSARIO DELLA MORTE 12 SETTEMBRE 1982 |

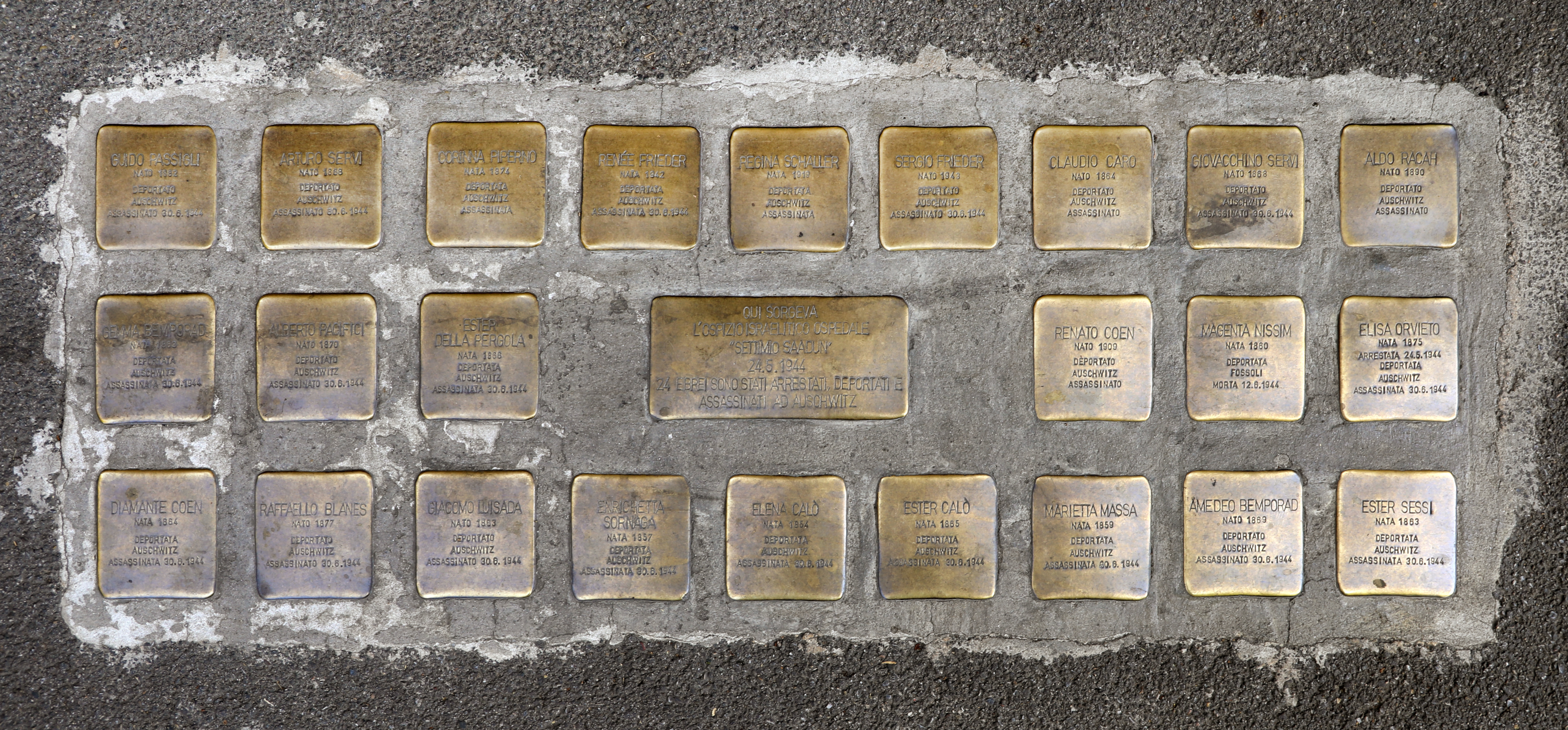
Pietre d'inciampo delle 24 vittime dell'ospizio israelitico Settimio Saadun

Vicino all'angolo col lungarno del Tempio, murato nel marciapiede, si trova il gruppo di pietre d'inciampo legate alla deportazione di ventiquattro vittime dall'ospizio israelitico Settimio Saadun, che vennero arrestate il 24 maggio 1944, deportate e assinate nel Campo di sterminio di Auschwitz.